# 小林栗奈
小林 栗奈（こばやし くりな、1971年2月18日 - ）は、日本の小説家、ファンタジー作家。会社員。山梨県生まれ。

## 経歴・人物
中央大学文学部社会学科卒業。1995年、集英社が主催した第4回ファンタジーロマン大賞（現ノベル大賞）佳作入賞作『海のアリーズ』で作家デビュー。1990年代に集英社スーパーファンタジー文庫から5作を出版するも、1998年を最後に10年以上の沈黙が続いていた。
2016年、ファンタジー小説「利き蜜師」で産業編集センター出版部が主催する第3回暮らしの小説大賞出版社特別賞を受賞する（大賞は和田真希「遁」）。受賞に際し、「小説を書いているときや小説の話をしているときは、目がきらめいていると言われることがある」「いつまでも物語とともに歩みたいと願っている」と語っている。同年、同作を『利き蜜師物語 銀蜂の目覚め』と改題し刊行。

## 作品リスト

### 単行本
- 海のアリーズ（1995年7月 集英社スーパーファンタジー文庫）
- 島（1996年9月 集英社スーパーファンタジー文庫）
- 仮想殺人（1997年2月 集英社スーパーファンタジー文庫）
- 声（1997年6月 集英社スーパーファンタジー文庫）
- ひとり（1998年7月 集英社スーパーファンタジー文庫）
- 利き蜜師物語 銀蜂の目覚め（2016年9月 産業編集センター）
- 利き蜜師物語2 図書室の魔女（2017年4月 産業編集センター）
- 利き蜜師物語3 歌う琴（2017年11月 産業編集センター）
- 利き蜜師物語4 雪原に咲く花（2018年5月 産業編集センター）
- 骨董屋・眼球堂（2019年4月 産業編集センター）
- 西新宿 幻影物語（2020年2月 産業編集センター）
- 骨董屋・眼球堂 2 エディス・グレイの幻の絵（2020年12月 産業編集センター）

### アンソロジー収録作品
「」内が収録されている小林栗奈の作品
- ゆきのまち幻想文学賞小品集20（2011年4月 企画集団ぷりずむ）「スノードーム」
- ゆきのまち幻想文学賞小品集22（2013年3月 企画集団ぷりずむ）「メロディ」
- ゆきのまち幻想文学賞小品集23（2014年4月 企画集団ぷりずむ）「春の伝言板」
- ハートフル童話集 宮城学院2014（2014年5月 第6回「宮城学院ハートフル童話賞」実行委員会編）「雪の万華鏡」
- ゆきのまち幻想文学賞小品集25（2015年10月 企画集団ぷりずむ）「春夏秋冬」
- ゆきのまち幻想文学賞小品集26（2017年3月 企画集団ぷりずむ）「五月の香る雪」

### 雑誌掲載作品
- 「さくら散る」(ショート・ファンタジー入選作9) - 『詩とファンタジー』No.37（2018年4月6日）
- 「ボタンの森」(第42回作品募集佳作) - 『飛ぶ教室』53号（2018年4月25日）
- 「ホワイトエッグ」(第53回作品募集佳作) - 『飛ぶ教室』64号（2021年1月25日）